# Pietro Micheletti
Pietro Micheletti (Pennabilli el 19 de octubre de 1900 – Pennabilli el 25 de marzo de 2005) fue el último héroe y caballero de la Primera Guerra Mundial de Vittorio Veneto, en la región italiana de las Marcas.

## Biografía
El 4 de noviembre de 1917, se inscribió como voluntario para combatir en la Primera Guerra Mundial. En 1918, después de la guerra, se estableció en Vittorio Veneto.
Permaneció en el ejército y entró al servicio de la Ministerio de Guerra hasta 1925. En 1919 fue miembro de la delegación de militares que negoció en nombre del reino de Italia la rendición de Gabriele D'Annunzio en Fiume.
En 1958, se le otorgó el título de caballero de Vittorio Veneto, y en 2000  la provincia de Pesaro e Urbino le entregó el premio Provincia di Apifarfalle por méritos de guerra,
En 2003  el municipio de Pennabilli le concedió las llaves de la ciudad.
El 2 de junio de 2005, el presidente de la República Carlo Azeglio Ciampi, le otorgó el título de Caballero de Orden del Mérito de la República Italiana. Falleció en 2005 a los 104 años.

## Premios y honores
En 1918 recibió la cruz de guerra por altos méritos en batalla
En 1919 recibió la medalla conmemorativa de la victoria italiana
En 1920 recibió la medalla conmemorativa de la guerra austro-italiana 1915-18
En 1958 recibió la medalla conmemorativa para la Unificación de Italia
En 1958 fue designado Caballero de Vittorio Veneto.
En 2005 fue designado Caballero de la Orden del Mérito de la República Italiana.
- Datos: Q2395841
- Multimedia: Pietro Micheletti / Q2395841